# Golotón la Raya
Golotón la Raya är en ort i Mexiko.   Den ligger i kommunen Chilón och delstaten Chiapas, i den sydöstra delen av landet, 800 km öster om huvudstaden Mexico City. Golotón la Raya ligger 939 meter över havet och antalet invånare är 109.
Terrängen runt Golotón la Raya är kuperad åt sydväst, men åt nordost är den bergig. Golotón la Raya ligger nere i en dal. Runt Golotón la Raya är det ganska tätbefolkat, med 54 invånare per kvadratkilometer. Närmaste större samhälle är Yajalón, 6,0 km nordväst om Golotón la Raya. I omgivningarna runt Golotón la Raya växer i huvudsak städsegrön lövskog.